# Helius lienpingensis
Helius lienpingensis är en tvåvingeart som beskrevs av Alexander 1945. Helius lienpingensis ingår i släktet Helius och familjen småharkrankar. Inga underarter finns listade i Catalogue of Life.